# Szlak Osadnictwa Olęderskiego w Gminie Nekla
Szlak Osadnictwa Olęderskiego w Gminie Nekla – szlak turystyczny w Polsce, przebiegający przez województwo wielkopolskie, na terenie powiatu wrzesińskiego, ale również fragmentami przez powiat poznański. Przebiega w pętli, rozpoczyna są w Nekli i kończy również w Nekli. Przebiega przez tereny leśne i rolnicze, związane z historyczną działalnością Olędrów. Został wytyczony w 2005 w związku z 600-leciem Nekli. Na szlaku znajduje się 20 miejsc oznaczonych numerami i tablicami informacyjnymi. Opiekę nad szlakiem sprawuje Społeczny Komitet Renowacji Cmentarzy Olęderskich w Gminie Nekla.

## Przebieg szlaku
| Odległość | Atrakcje                                            | Punkt                                                                   | Numer punktu na szlaku |
| --------- | --------------------------------------------------- | ----------------------------------------------------------------------- | ---------------------- |
| 0,0 km    | kościół                                             | Nekla - Kościół św. Andrzeja Apostoła                                   | 1                      |
| 0,2 km    | dwór · park                                         | Nekla - założenie parkowo-dworskie                                      | 2                      |
| 2,6 km    | cmentarz                                            | dawna osada Góreckie Olędry - cmentarz ewangelicki                      | 3                      |
| 4,9 km    | cmentarz                                            | Gierłatowo - dawna osada Chłapowskie Olędry - cmentarz ewangelicki      | 4                      |
| 6,4 km    | cmentarz                                            | Gierłatowo - dawna osada Laski Olędry - cmentarz ewangelicki            | 5                      |
| 10,5 km   | dwór · park                                         | Podstolice - założenie parkowo-dworskie                                 | 6                      |
| 12,0 km   | kościół                                             | Opatówko - Kościół św. Katarzyny Aleksandryjskiej                       | 7                      |
| 15,8 km   | cmentarz                                            | Zasutowo (Czasołtowo) - cmentarz olęderski                              | 8                      |
| 18,8 km   | cmentarz                                            | Barczyzna (Mystkowskie Olędry, Sławęcin) - cmentarz ewangelicki         | 9                      |
| 20,6 km   | pomnik przyrody · pomnik przyrody · pomnik przyrody | dęby - pomniki przyrody                                                 | 10                     |
| 21,8 km   | cmentarz                                            | Barczyzna (Barczyzna, Barskie Olędry) - cmentarz ewangelicki            | 11                     |
| 26,0 km   | cmentarz                                            | Nekla - cmentarz ewangelicki                                            | 12                     |
| 29,9 km   | kościół                                             | Nekielka (Nekielskie Olędry) - kościół ewangelicki                      | 13                     |
| 30,6 km   | cmentarz                                            | Nekielka - cmentarz ewangelicki                                         | 14                     |
| 32,0 km   | rezerwat roślinny                                   | Rezerwat przyrody Okrąglak                                              | 15                     |
| 32,0 km   |                                                     | Grobla Twardowskiego - oz polodowcowy                                   | 16                     |
| 32,6 km   | grodzisko                                           | Okop Szwedzki - grodzisko pierścieniowe                                 | 17                     |
| 34,6 km   | cmentarz                                            | Siedleczek (Siedleckie Olędry, Zabrodzie Olędry) - cmentarz ewangelicki | 18                     |
| 36,9 km   | cmentarz                                            | Brzeźno (Brzezie) - cmentarz ewangelicki                                | 19                     |
| 43,0 km   | drzewo · drzewo · drzewo                            | Starczanowo - aleja kaszatanowa                                         | 20                     |
| 45,0 km   | kościół                                             | Nekla - Kościół św. Andrzeja Apostoła                                   | 1                      |

## Galeria

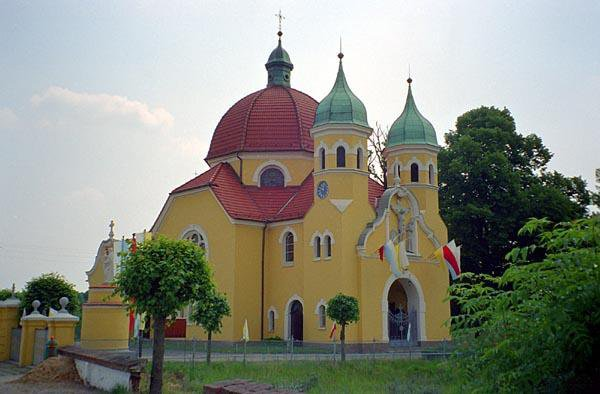
Kościół św. Andrzeja Apostoła w Nekli
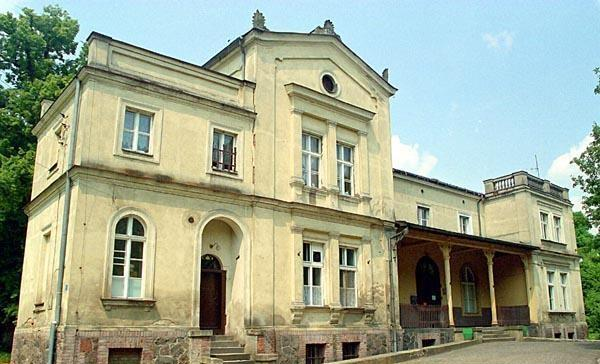
Dwór w Nekli
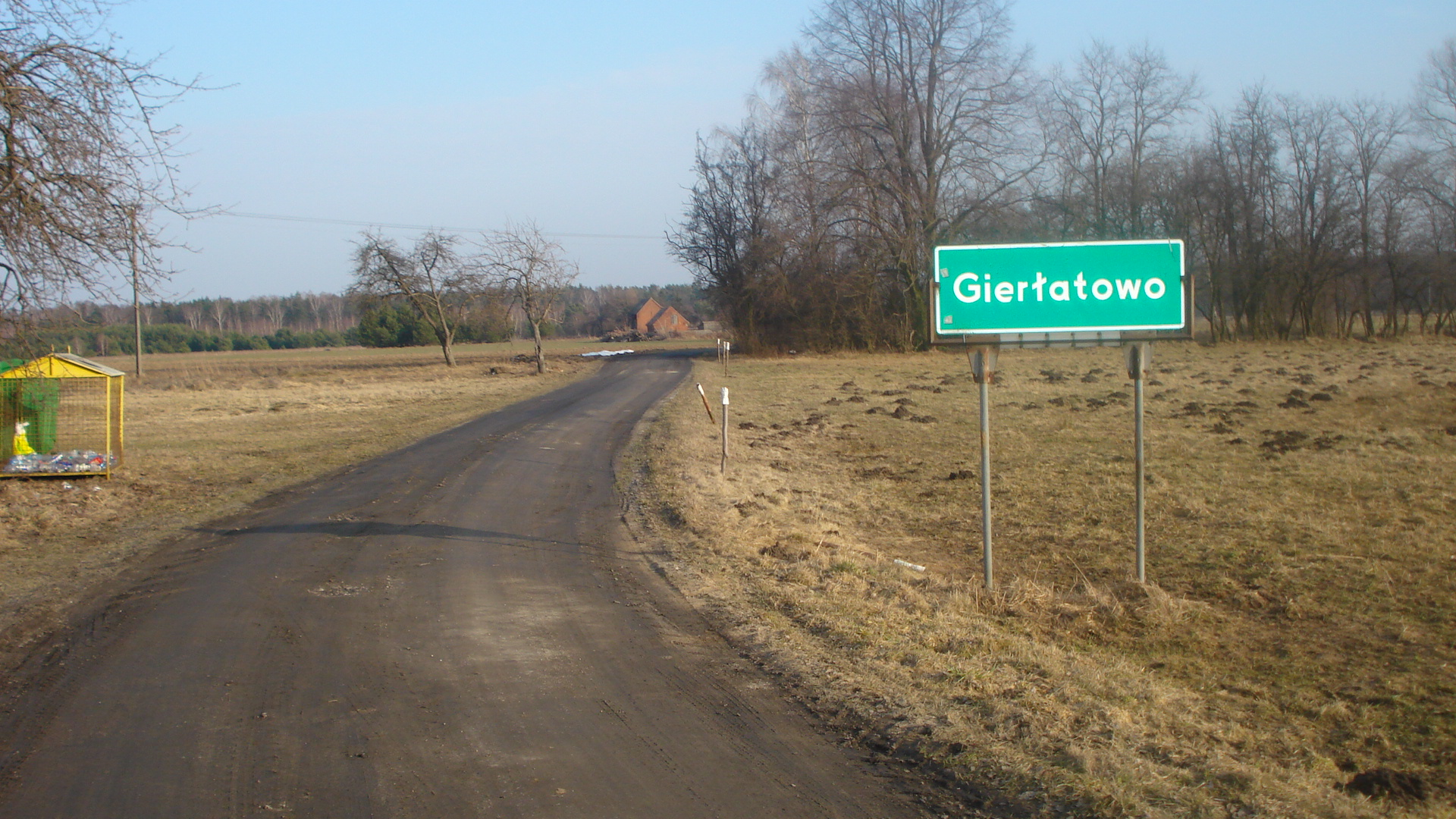
Gierłatowo
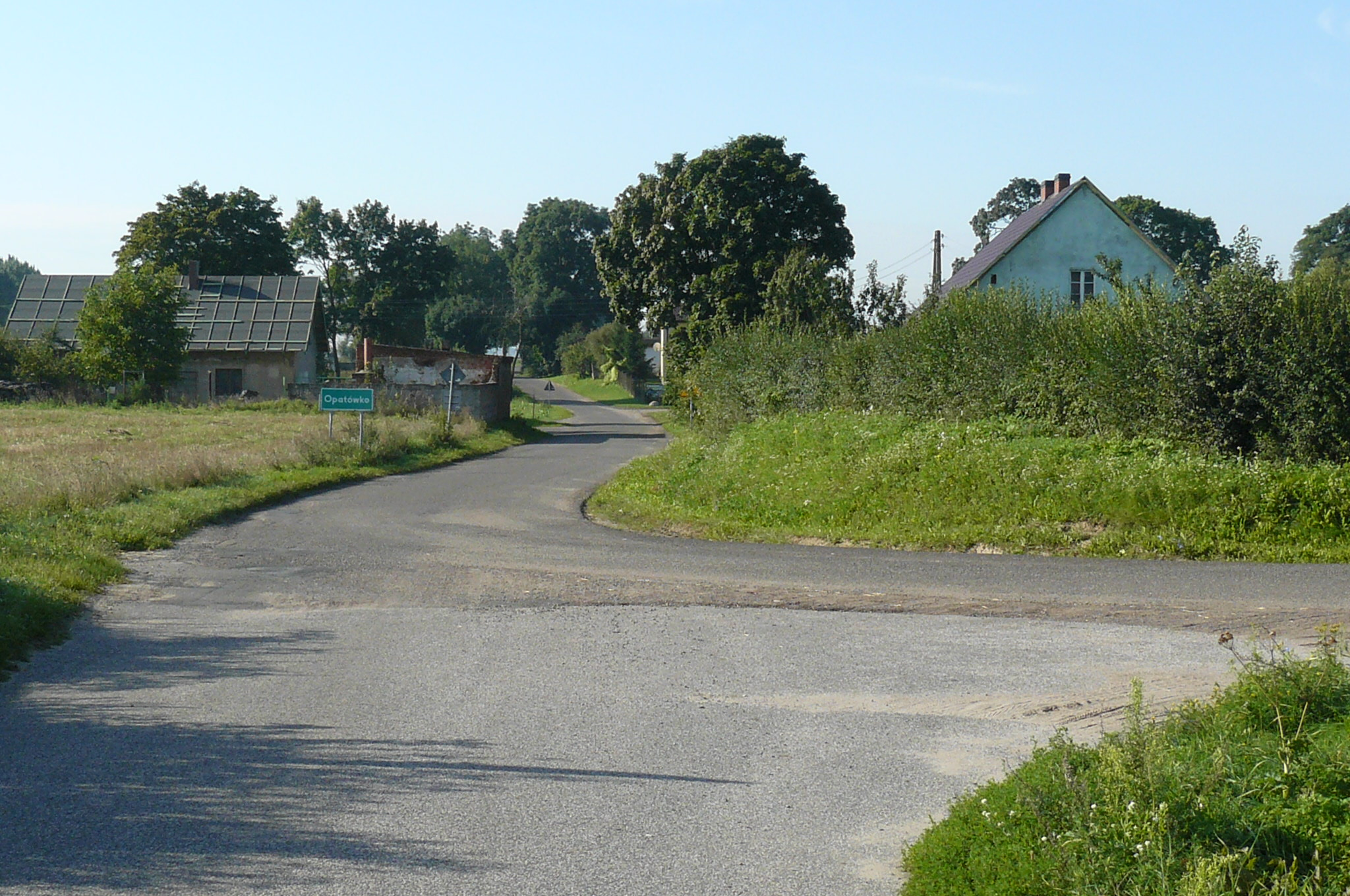
Opatówko
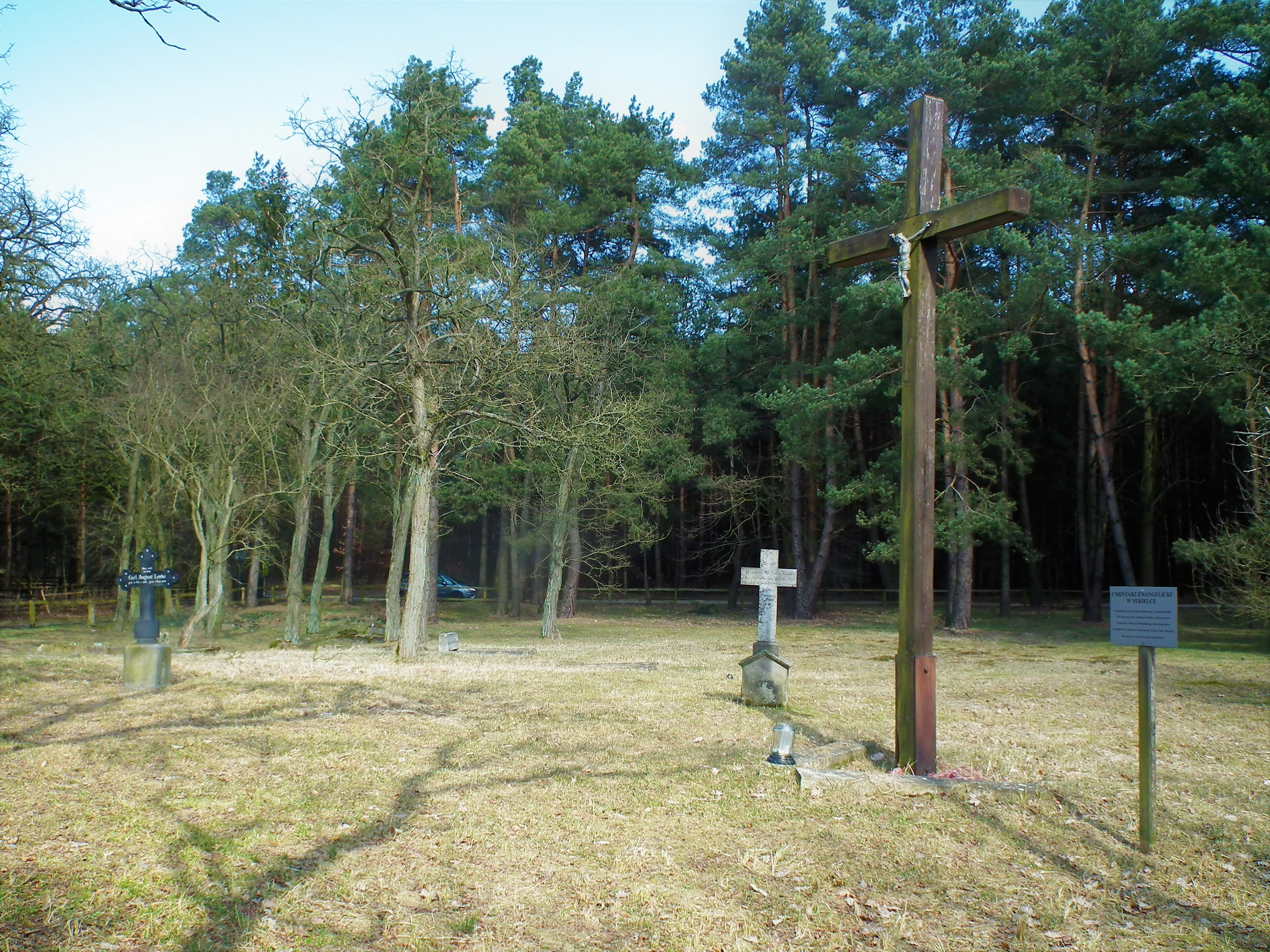
Cmentarz ewangelicki w Nekielce
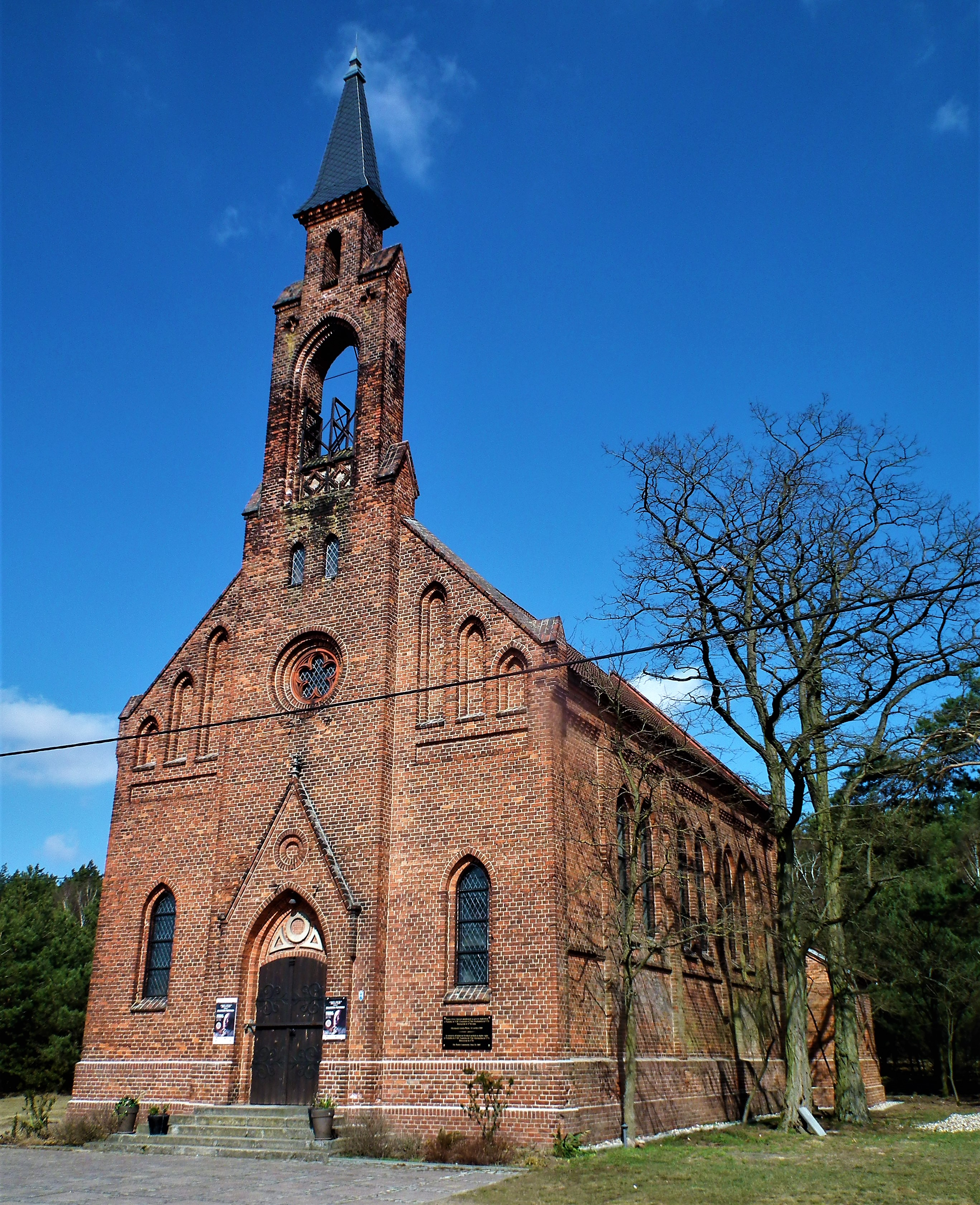
Kościół poewangelicki w Nekielce